# Erica lepidota
Erica lepidota är en ljungväxtart som beskrevs av Rach. Erica lepidota ingår i släktet klockljungssläktet, och familjen ljungväxter. Inga underarter finns listade i Catalogue of Life.